# Here we are
「here we are」（ヒア・ウィー・アー）は、華原朋美の12枚目のシングル。1998年7月29日に WARNER MUSIC JAPANから発売された。

## 解説
- 1998年7月29日にリリース。前作のロック調とは対照的なバラード。
※小室が朝起きたら、イントロからアウトロまで全て出来ていて、急いでピアノに向かって旋律とコード進行を確認した。華原から「また“I'm proud”のような曲を歌いたい」と頼まれていたため、その思いに応えることが出来て嬉しかったと語っている。発表当時「ここ2年で最もよく出来た曲であり、売れても売れなくても、本楽曲の質はこれからの自分にとって大切な基準」と称している[1]。
- 前作「tumblin' dice」発売から1週間後に歌入れが始まった。華原は「歌詞から『強くて素直になる女性』を感じた」「この曲と出会って『作品として世に残ることの重大さ』を改めて考えさせられ、大切に歌った。小室さんから『本当に良い曲だ』と言われて、すごく嬉しかった」と話している[2]。
- 田中美佐子と桃井かおりがW主演したTBS系の金曜ドラマ「ランデヴー」（同年7月3日～9月11日・全11話）の主題歌。自身初のドラマ主題歌でもあった。当時、桃井とはこれをきっかけに雑誌での対談を果たしている。
※なお曲中の間奏で流れるブルースハープは小室哲哉による演奏のものである[2]。
- PVは鎌倉の寺とカナダの2箇所で撮影されてフルサイズで制作されているが、前作同様に商品化はされていない。
- 発売時には渋谷パルコ前で壁に本人がイラストを描き、HMV渋谷にて発売記念イベントが行われた。
- アルバム「Nine cubes」にはエコーを施したアルバムバージョンで収録されている。

## 収録曲
1. here we are [Single Mix]
2. here we are [Acoustic Mix with TK]
3. here we are [Instrumental]

作詞・作曲・編曲：小室哲哉
MIX：EDDIE DELENA

## 収録アルバム
- 3rdアルバム「nine cubes」

here we are [album version]
ベスト・アルバム
- 「Natural Breeze 〜KAHALA BEST 1998-2002〜」

here we are [Single Mix]
- 「Super Best Singles 〜10th Anniversary〜」

here we are [Single Mix]